# Přívoz Dětský ostrov – Národní divadlo-Hollar

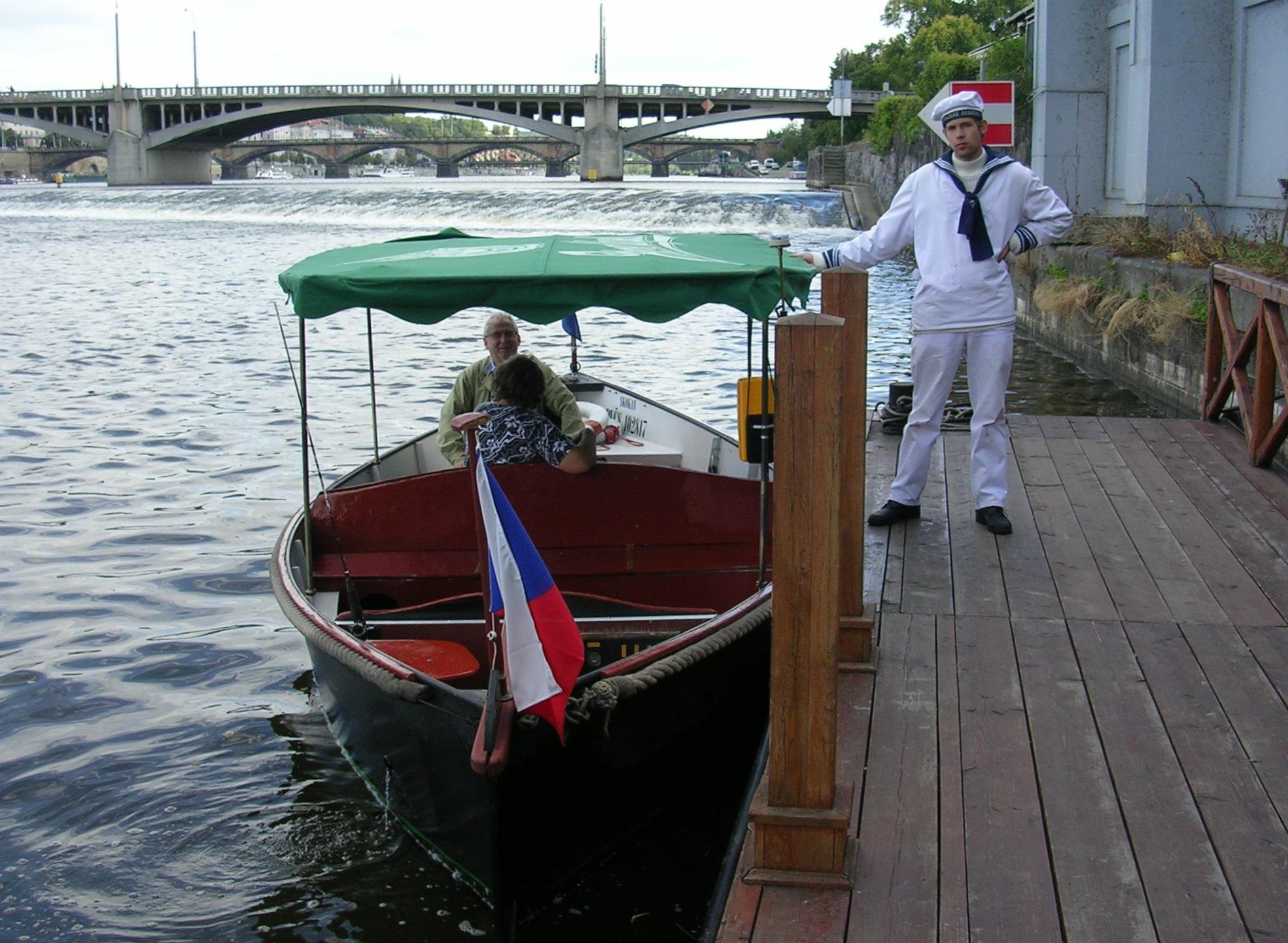
Člun Skokan v přístavišti Dětský ostrov.

Přívoz Pražské integrované dopravy P4 (v databázích kódován jako linka 698) v trase Národní divadlo-Hollar – Střelecký ostrov – Slovanský ostrov-Žofín – Dětský ostrov byl v provozu od 1. srpna 2008 do 10. prosince 2011. Provozovatelem byla První Všeobecná Člunovací Společnost s. r. o. Trasa spadala do městských částí Praha 1 (přístaviště Národní divadlo a Střelecký ostrov patřila pod Staré Město, Slovanský ostrov pod Nové Město) a Praha 5 (Dětský ostrov patří ke Smíchovu). Platily na něm přestupní i časové jízdenky PID, jízdní kola a kočárky se přepravovaly zdarma. Přívoz jezdil zpočátku jen v letní sezoně, od poloviny dubna do konce října, denně od 8 do 20 hodin. Základní interval je 20 minut, dodatečně byl každý 6. spoj vyškrnut. Provoz financovalo hlavní město Praha společně s městskými částmi Praha 1 a Praha 5.
Podle webu dopravce měl zajišťovat přepravu člun Alka s kapacitou 11 cestujících, podle BUSportálu a ve skutečnosti člun Skokan.

## Trasa
- Národní divadlo-Hollar: pravý břeh, řkm 53,48
- Střelecký ostrov: pravý břeh ostrova, řkm 53,63
- Slovanský ostrov: levý břeh ostrova, řkm 53,80
- Dětský ostrov: pravý břeh ostrova, řkm 54,20

## Historie

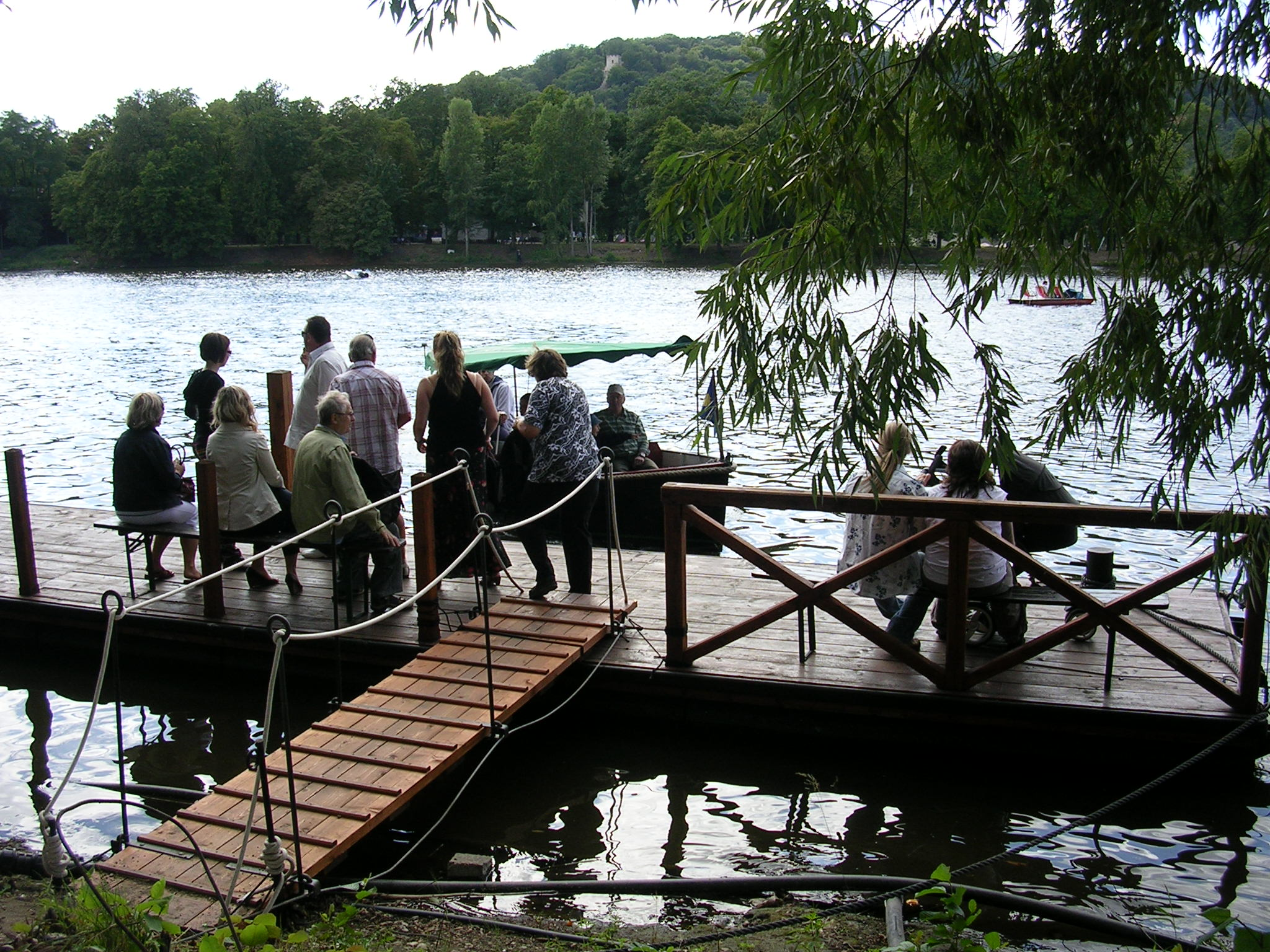
Přístaviště Národní divadlo-Hollar.

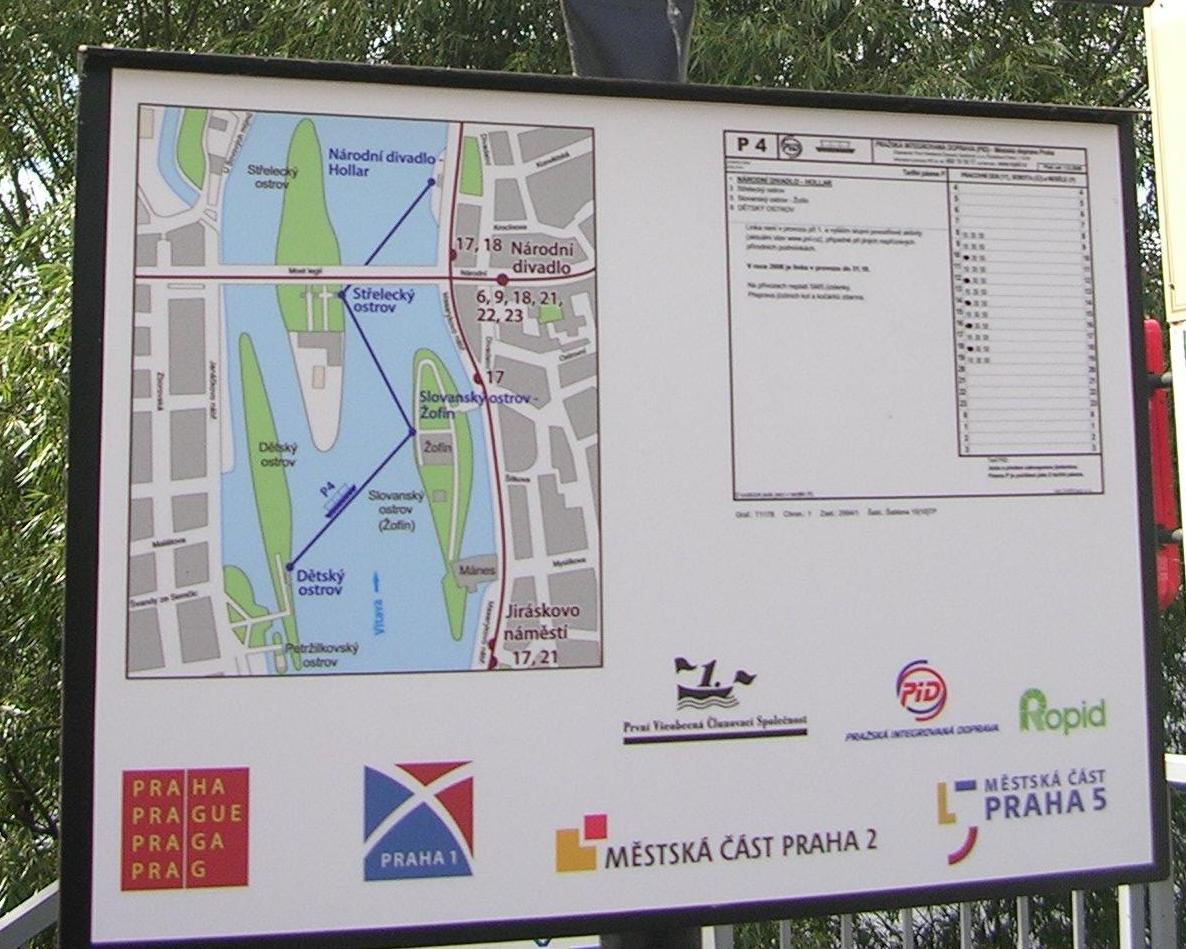
Jízdní řád přívozu P4.

Spojení lodičkami mezi Slovanským, Dětským a Střeleckým ostrovem (přezdívané „želva“) fungovalo již někdy kolem poloviny 20. století za jednokorunové jízdné.
Pražská regionální příloha MF Dnes zveřejnila 11. června 2007 v souvislosti s plány městské části Praha 1 záměr na zřízení linky mezi Vyšehradem a Štvanicí, označené jako „vodní tramvaj“. Přístaviště měla vybudovat společnost Parking Praha. Ředitel organizace ROPID Jiří Prokel nepředpokládal ziskovost linky ani platnost běžných jízdenek MHD, starosta Prahy 1 Petr Hejma předpokládal plné zařazení do Pražské integrované dopravy a jako o dopravci uvažoval o Dopravním podniku hl. m. Prahy.
17. července 2008 se objevila zpráva, že přívoz P4 bude od 1. srpna 2008 jezdit po okružní trase Národní divadlo-Hollar – Střelecký ostrov – Dětský ostrov – Slovanský ostrov (Žofín) – Národní divadlo-Hollar. 30. července 2008 byla zveřejněna definitivní, neokružní trasa.
Od léta 2010, kdy byl provoz všech ostatních sezonních přívozů PID prodloužen na celoroční, zůstal přívoz P4 jediným, jehož provoz je omezen na letní sezónu.
Od 31. října 2011 byl tento přívoz zrušen, protože na něm převažoval spíše turistický charakter přepravy a přívoz neměl dostatečný význam jako dopravní prostředek pro každodenní cestování a protože se městské části Praha 1 a Praha 5 rozhodly omezit náklady na dopravu; současně byla změněna a zkrácena trasa přívozu P5. Poslední plavba vyplula v sobotu 30. října 2011 v 19.40 z Dětského ostrova.

## Využívanost
Vykazovaná využívanost přívozu za období provozu v rámci PID:
- 2008: 33 568 přepravených osob (jen letní sezóna, od 1. 8.)
- 2009: 23 648 přepravených osob (jen letní sezóna)
- 2010: 32 829 přepravených osob (jen letní sezóna)
- 2011: 43 421 přepravených osob, tj. průměrně 209 denně[5]